# Giải đua ô tô Công thức 1 Ả Rập Xê Út 2023
Giải đua ô tô Công thức 1 Ả Rập Xê Út 2023 (tên chính thức là Formula 1 STC Saudi Arabian Grand Prix 2023) là một chặng đua Công thức 1 được tổ chức vào ngày 19 tháng 3 năm 2023 tại trường đua Jeddah Corniche ở Jeddah, Ả Rập Xê Út và là chặng đua thứ hai của giải đua xe Công thức 1 2023.

## Bối cảnh

### Bảng xếp hạng trước cuộc đua
Sau giải đua ô tô Công thức 1 Bahrain, Max Verstappen (25 điểm) dẫn đầu bảng xếp hạng các tay đua trước Sergio Pérez (18 điểm) và Fernando Alonso (15 điểm). Red Bull Racing dẫn trước Aston Martin 20 điểm và Mercedes 27 điểm trên bảng xếp hạng các đội đua.

### Lựa chọn bộ lốp
Nhà cung cấp lốp xe Pirelli cung cấp các bộ lốp hạng C2, C3 và C4 (được chỉ định lần lượt là cứng, trung bình và mềm) để các đội sử dụng tại sự kiện này.

### Thay đổi trên đường đua
Các góc cua số 22 và 23 được thắt chặt và các bức tường được di chuyển xa hơn đường đua ở một số góc cua do những lo ngại về an toàn liên quan đến các góc cua nhanh. Đồng thời, vị trí của đá lề đường cũng được thay đổi để cải thiện sự an toàn. Điểm kích hoạt DRS thứ ba đã được di chuyển xa hơn về phía trước, nằm ở lối ra của góc cua số 27. Kết quả là điểm kích hoạt DRS thứ ba đã được di chuyển xa hơn về phía trước, được định vị 240 mét (790 ft) sau góc cua số 27. Thêm vào đó, các khu vực DRS đã được thay đổi để đối phó với các chiến thuật nguy hiểm được sử dụng tại các phiên bản trước khi các tay đua thường xuyên phanh một cách thất thường tại góc cua số 27 và đạt được lợi thế của DRS.

### Án phạt
Sau khi bỏ cuộc ở Bahrain do thiết bị điều khiển điện tử bị lỗi, Charles Leclerc của Ferrari nhận một án phạt khiến anh bị tụt 10 bậc do sử dụng thiết bị điều khiển điện tử thứ ba.

## Tường thuật

### Buổi tập
Trong buổi tập đầu tiên, Max Verstappen lập thời gian nhanh nhất với 1:29,617 phút trước Sergio Pérez và Fernando Alonso.
Trong buổi tập thứ hai, Verstappen lập thời gian nhanh nhất với 1:29,603 phút trước Alonso và Pérez.
Trong buổi tập thứ ba, Verstappen lập thời gian nhanh nhất với 1:28,485 phút trước Pérez và Alonso.

### Vòng phân hạng
Vòng phân hạng bao gồm ba phần với thời gian chạy 45 phút. Trong phần đầu tiên (Q1), các tay đua có 18 phút để tiếp tục tham gia phần thứ hai vòng phân hạng. Tất cả các tay đua đạt được thời gian trong phần đầu tiên với thời gian tối đa 107% thời gian nhanh nhất được phép tham gia cuộc đua. 15 tay đua dẫn đầu lọt vào phần tiếp theo. Verstappen là tay đua với thời gian nhanh nhất và sau khi Q1 kết thúc, cả hai tay đua Williams, cả hai tay đua AlphaTauri và Lando Norris bị loại.
Phần thứ hai (Q2) kéo dài 15 phút và mười tay đua nhanh nhất của phần này đi tiếp vào phần thứ ba và cuối cùng của vòng phân hạng. Pérez là tay đua với thời gian nhanh nhất. Cả hai tay đua Haas, cả hai tay đua Alfa Romeo và Verstappen bị loại trong phần này. Verstappen bị loại trong phần này một cách ngạc nhiên sau khi trục truyền động trong xe của anh bị hỏng.
Phần cuối cùng (Q3) kéo dài mười hai phút, trong đó mười vị trí xuất phát đầu tiên được xác định sẵn. Pérez giành vị trí pole trước Charles Leclerc và Alonso. Đây là vị trí pole thứ hai trong sự nghiệp Công thức 1 của anh và đồng thời đây cũng là vị trí pole thứ hai liên tiếp của anh tại giải đua ô tô Công thức 1 Ả Rập Xê Út. Mặc dù Leclerc vượt qua vòng phân hạng với thời gian nhanh thứ hai, anh bị tụt xuống vị trí thứ 12 sau khi bị tụt mười bậc vì vượt quá số lượng các thành phần điều khiện điện tử.

### Cuộc đua chính
Sau khi vòng đua khởi động kết thúc, Alonso xếp xe chệch khỏi khu xuất phát. Sau khi cuộc đua chính thức bắt đầu, anh đã vượt qua Pérez để dẫn đầu, với George Russell ở vị trí thứ ba. Tuy nhiên, anh ta sớm nhận một án phạt 5 giây vì không xếp xe đúng cách trên khu xuất phát. Tiếp theo đó, Lance Stroll vượt qua Carlos Sainz Jr. để giành vị trí thứ tư với Esteban Ocon và Lewis Hamilton xếp sau họ. Oscar Piastri, xuất phát ở vị trí thứ tám, đã va chạm với Pierre Gasly ở khúc cua số 2 và mũi xe của anh bị hỏng khiến anh phải thay thế một mũi xe mới. Đồng thời, Lando Norris, đồng đội của anh ấy, đã chạy qua những mảnh vỡ còn sót lại của mũi xe và cũng phải thay thế mũi xe và bộ lốp mới. Điều này khiến cặp đôi McLaren bị tụt xuống các vị trí cuối cùng. Sau vòng đua đầu tiên, Alonso dẫn đầu trước Pérez và Russell.

## Kết quả

### Vòng phân hạng
| Vị trí                   | Số xe | Tay đua          | Đội đua                      | Q1       | Q2       | Q3       | Vị trí xuất phát |
| ------------------------ | ----- | ---------------- | ---------------------------- | -------- | -------- | -------- | ---------------- |
| 1                        | 11    | Sergio Pérez     | Red Bull Racing-Honda RBPT   | 1:29,244 | 1:28,635 | 1:28,265 | 1                |
| 2                        | 16    | Charles Leclerc  | Ferrari                      | 1:29,376 | 1:28,903 | 1:28,420 | 121              |
| 3                        | 14    | Fernando Alonso  | Aston Martin Aramco-Mercedes | 1:29,298 | 1:28,757 | 1.28,730 | 2                |
| 4                        | 63    | George Russell   | Mercedes                     | 1:29,592 | 1:29,132 | 1:28,857 | 3                |
| 5                        | 55    | Carlos Sainz Jr. | Ferrari                      | 1:29,411 | 1:28,957 | 1:28,931 | 4                |
| 6                        | 18    | Lance Stroll     | Aston Martin Aramco-Mercedes | 1:29,335 | 1:28,962 | 1:28,945 | 5                |
| 7                        | 31    | Esteban Ocon     | Alpine-Renault               | 1:29,707 | 1:29,255 | 1:29,078 | 6                |
| 8                        | 44    | Lewis Hamilton   | Mercedes                     | 1:29,689 | 1:29,374 | 1:29,223 | 7                |
| 9                        | 81    | Oscar Piastri    | McLaren-Mercedes             | 1:29,706 | 1:29,378 | 1:29,243 | 8                |
| 10                       | 10    | Pierre Gasly     | Alpine-Renault               | 1:29,890 | 1:29,411 | 1:29,357 | 9                |
| 11                       | 27    | Nico Hülkenberg  | Haas-Ferrari                 | 1:29,547 | 1:29,451 | –        | 10               |
| 12                       | 24    | Chu Quán Vũ      | Alfa Romeo-Ferrari           | 1:29,654 | 1:29,461 | –        | 11               |
| 13                       | 20    | Kevin Magnussen  | Haas-Ferrari                 | 1:29,744 | 1:29,634 | –        | 13               |
| 14                       | 77    | Valtteri Bottas  | Alfa Romeo-Ferrari           | 1:29,929 | 1:29,668 | –        | 14               |
| 15                       | 1     | Max Verstappen   | Red Bull Racing-Honda RBPT   | 1:28,761 | 1:49,953 | –        | 15               |
| 16                       | 22    | Yuki Tsunoda     | AlphaTauri-Honda RBPT        | 1:29,939 | –        | –        | 16               |
| 17                       | 23    | Alexander Albon  | Williams-Mercedes            | 1:29,994 | –        | –        | 17               |
| 18                       | 21    | Nyck de Vries    | AlphaTauri-Honda RBPT        | 1:30,244 | –        | –        | 18               |
| 19                       | 4     | Lando Norris     | McLaren-Mercedes             | 1:30,447 | –        | –        | 19               |
| Thời gian 107%: 1:34,974 |       |                  |                              |          |          |          |                  |
| 20                       | 2     | Logan Sargeant   | Williams-Mercedes            | 2:08,510 | –        | –        | 202              |

Chú thích:
- ^1  – Charles Leclerc bị tụt mười bậc vì vượt quá số lượng các thành phần điện tử điều khiển.[14]
- ^2  – Thời gian trong phần đầu tiên của vòng phân hạng (Q1) của Logan Sargeant vi phạm quy định 107% thời gian nhanh nhất của phần đầu tiên của vòng phân hạng nhưng Sargeant được phép tham gia cuộc đua sau khi ban quản lý đồng ý.[15]

### Cuộc đua chính
| Vị trí                                                                                         | Số xe | Tay đua          | Đội đua                      | Số vòng | Thời gian/ Bỏ cuộc | Vị trí xuất phát | Số điểm |
| ---------------------------------------------------------------------------------------------- | ----- | ---------------- | ---------------------------- | ------- | ------------------ | ---------------- | ------- |
| 1                                                                                              | 11    | Sergio Pérez     | Red Bull Racing-Honda RBPT   | 50      | 1:21:14,894        | 1                | 25      |
| 2                                                                                              | 1     | Max Verstappen   | Red Bull Racing-Honda RBPT   | 50      | + 5,355            | 15               | 191     |
| 3                                                                                              | 14    | Fernando Alonso  | Aston Martin Aramco-Mercedes | 50      | + 20,728           | 2                | 15      |
| 4                                                                                              | 63    | George Russell   | Mercedes                     | 50      | + 25,866           | 3                | 12      |
| 5                                                                                              | 44    | Lewis Hamilton   | Mercedes                     | 50      | + 31,065           | 7                | 10      |
| 6                                                                                              | 55    | Carlos Sainz Jr. | Ferrari                      | 50      | + 35,876           | 4                | 8       |
| 7                                                                                              | 16    | Charles Leclerc  | Ferrari                      | 50      | + 43,162           | 12               | 6       |
| 8                                                                                              | 31    | Esteban Ocon     | Alpine-Renault               | 50      | + 52,832           | 6                | 4       |
| 9                                                                                              | 10    | Pierre Gasly     | Alpine-Renault               | 50      | + 54,747           | 9                | 2       |
| 10                                                                                             | 20    | Kevin Magnussen  | Haas-Ferrari                 | 50      | + 1:04,826         | 13               | 1       |
| 11                                                                                             | 22    | Yuki Tsunoda     | AlphaTauri-Honda RBPT        | 50      | + 1:07,494         | 16               |         |
| 12                                                                                             | 27    | Nico Hülkenberg  | Haas-Ferrari                 | 50      | + 1:10,588         | 10               |         |
| 13                                                                                             | 24    | Chu Quán Vũ      | Alfa Romeo-Ferrari           | 50      | + 1:16,060         | 11               |         |
| 14                                                                                             | 21    | Nyck de Vries    | AlphaTauri-Honda RBPT        | 50      | + 1:17,478         | 18               |         |
| 15                                                                                             | 81    | Oscar Piastri    | McLaren-Mercedes             | 50      | + 1:25,021         | 8                |         |
| 16                                                                                             | 2     | Logan Sargeant   | Williams-Mercedes            | 50      | + 1:26,293         | 20               |         |
| 17                                                                                             | 4     | Lando Norris     | McLaren-Mercedes             | 50      | + 1:26,445         | 19               |         |
| 18                                                                                             | 77    | Valtteri Bottas  | Alfa Romeo-Ferrari           | 49      | + 1 vòng           | 14               |         |
| Bỏ cuộc                                                                                        | 23    | Alexander Albon  | Williams-Mercedes            | 27      | Phanh hỏng         | 17               |         |
| Bỏ cuộc                                                                                        | 18    | Lance Stroll     | Aston Martin Aramco-Mercedes | 16      | Động cơ hỏng       | 5                |         |
| Vòng đua nhanh nhất: Max Verstappen (Red Bull Racing-Honda RBPT) – 1:31,906 (vòng đua thứ 50)  |       |                  |                              |         |                    |                  |         |
| Tay đua xuất sắc nhất cuộc đua: Max Verstappen (Red Bull Racing-Honda RBPT), 26,3 số phiếu bầu |       |                  |                              |         |                    |                  |         |

Chú thích:
- ^1  – Bao gồm một điểm cho vòng đua nhanh nhất.[17]

## Bảng xếp hạng sau cuộc đua

### Bảng xếp hạng các tay đua
| Vị trí | Tay đua          | Đội đua                      | Số điểm | Thay đổi vị trí |
| ------ | ---------------- | ---------------------------- | ------- | --------------- |
| 1      | Max Verstappen   | Red Bull Racing-Honda RBPT   | 44      | +/-0            |
| 2      | Sergio Pérez     | Red Bull Racing-Honda RBPT   | 43      | +/-0            |
| 3      | Fernando Alonso  | Aston Martin Aramco-Mercedes | 30      | +/-0            |
| 4      | Carlos Sainz Jr. | Ferrari                      | 20      | +/-0            |
| 5      | Lewis Hamilton   | Mercedes                     | 20      | +/-0            |
| 6      | George Russell   | Mercedes                     | 18      | 1               |
| 7      | Lance Stroll     | Aston Martin Aramco-Mercedes | 8       | 1               |
| 8      | Charles Leclerc  | Ferrari                      | 6       | 11              |
| 9      | Valtteri Bottas  | Alfa Romeo-Ferrari           | 4       | 1               |
| 10     | Esteban Ocon     | Alpine-Renault               | 4       | 8               |

- Lưu ý: Chỉ có mười vị trí đứng đầu được liệt kê trong bảng xếp hạng này.

### Bảng xếp hạng các đội đua
| Vị trí | Đội đua                      | Số điểm | Thay đổi vị trí |
| ------ | ---------------------------- | ------- | --------------- |
| 1      | Red Bull Racing-Honda RBPT   | 87      | +/-0            |
| 2      | Aston Martin Aramco-Mercedes | 38      | +/-0            |
| 3      | Mercedes                     | 38      | +/-0            |
| 4      | Ferrari                      | 26      | +/-0            |
| 5      | Alpine-Renault               | 8       | 1               |
| 6      | Alfa Romeo-Ferrari           | 4       | 1               |
| 7      | Haas-Ferrari                 | 1       | 2               |
| 8      | Williams-Mercedes            | 1       | 1               |
| 9      | AlphaTauri-Honda RBPT        | 0       | 1               |
| 10     | McLaren-Mercedes             | 0       | +/-0            |